# Torre de la Vela Blanca
La torre de la Vela Blanca es una almenara situada en el promontorio costero de la Vela Blanca, un domo de origen volcánico en la localidad de Níjar, provincia de Almería, Andalucía, España, dentro del Parque natural del Cabo de Gata-Níjar. Es Bien de Interés Cultural desde 1993.

## Historia

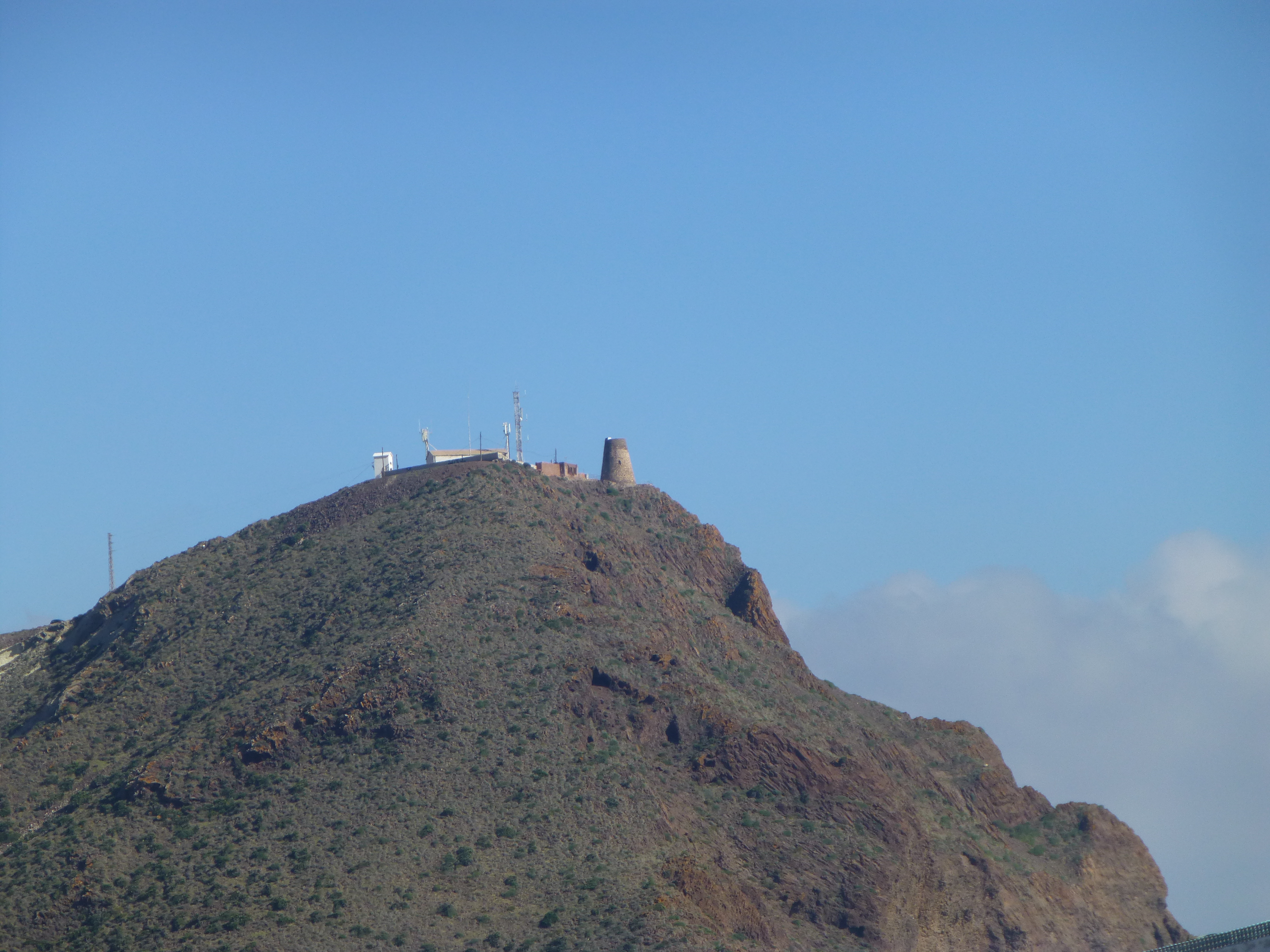
La torre de la Vela Blanca vista desde el arrecife de las Sirenas.

Se desconoce el momento concreto de su construcción aunque parece que en su lugar existió una almenara construida por árabes yemeníes de la zona al menos desde el siglo XII, aunque el edificio original debió ser destruido en el siglo XV. En 1544 Diego Dolio propuso la construcción de una nueva torre en el mismo emplazamiento y a pesar de que la obra se llevó a cabo fue destruida por piratas berberiscos poco tiempo después. En 1593 fue reparada o rehecha bajo la dirección de obra del albañil granadino Juan de Rus por 237 000 maravedíes aunque en 1739 aparece ya arruinada. En el año 1764 Francisco Pepín González se ofreció para, a cambio de un ascenso de grado militar para su hijo, reparar esta torre. La obra que se llevó a cabo la habilitó como torre de señales, no formando parte de la red de torres artilladas que se levantaron en el resto de la costa. En el año 1850 pasó a la propiedad del Cuerpo de Carabineros, posteriormente fue utilizada como torre eléctrica, en la década de 1960 fue vendida a un particular y aún hoy tiene uso residencial.

## Descripción
La construcción que se observa en la actualidad está hecha en mampostería con algunos refuerzos de ladrillo. Tiene forma troncónica con planta circular y es maciza en su mitad inferior con un terrado en su parte superior. Posee una única estancia en el tercio superior a la que se accede por una pequeña puerta adintelada situada a bastante altura. En la estancia interior, aparte de la entrada, se abren pequeñas ventanas estrechas similares a saeteras.